# 渠江茶园
渠江茶园，地址位于中华人民共和国湖南省益阳市安化县渠江镇大安村，是安化黑茶的重要产地之一，茶园分布于大安片区和黄茶片区，占地面积约500余亩。

## 文化与遗产
渠江茶园不仅是茶叶生产基地，还保留文化遗迹。茶园周边的传统木结构民居依山而建，沿溪流和山麓呈圆周状分布，展现了当地独特的建筑风格。古道、古井和古碑等遗迹记录了茶叶贸易的历史变迁。2019年，渠江茶园被列入第八批全国重点文物保护单位。